# Septoria oenotherae
Septoria oenotherae Westend. – gatunek grzybów z klasy Dothideomycetes. Grzyb mikroskopijny pasożytujący na roślinach z rodzaju wiesiołek (Oenothera) i wywołujący u nich plamistość liści.

## Systematyka i nazewnictwo
Pozycja w klasyfikacji według Index Fungorum: Septoria, Mycosphaerellaceae, Capnodiales, Dothideomycetidae, Dothideomycetes, Pezizomycotina, Ascomycota, Fungi.
Gatunek ten opisał Gérard Daniel Westendorp w 1857 r.
Synonimy:
- Depazea oenotherae Lasch ex Rabenh. 1844
- Sphaeria oenotherae Lasch 1842

Znana jest tylko  anamorfa tego gatunku.

## Charakterystyka
Objawy na liściuW miejscach rozwoju grzybni na górnej stronie liści tworzą się okrągławe plamy o średnicy do 4 mm. Są żółtawe, żółtobrązowe lub zielonobrązowe, otoczone bardzo cienką brązowofioletową obwódką i fioletowym halo. Czasem łączą się z sobą.
Cechy mikroskopoweGrzybnia rozwija się w tkance miękiszowej wewnątrz liści. pyknidia występują w środku plam, głównie na górnej liścia. Mają średnicę (48–) 60–116 μm. Ostiole pojedyncze, o średnicy 26–50 μm. Wewnątrz pyknidiów powstają nitkowate, proste, czasem nieco wygięte konidia o długości 24–50 (–60) μm i średnicy 1,5–2 μm. Mają 1–4 przegrody. Zdolne do infekowania roślin konidia wykryto po 5 latach w przechowywanych próbkach nasion i po 10 miesiącach w szczątkach glebowych wiesiołka dwuletniego.
Występowanie i żywicieleGatunek Septoria oenotherae jest szeroko rozprzestrzeniony w Ameryce Północnej i Europie, podano jego występowanie także w Ameryce Środkowej, Azji (Armenia, Azerbejdżan, Chiny, Gruzja, Kazachstan, Korea, Rosja), w Republice Południowej Afryki i na Nowej Zelandii. W piśmiennictwie naukowym na terenie Polski podano liczne stanowiska. Monofag, w Polsce podano jego występowanie głównie na wiesiołku dwuletnim (Oenothera biennis), ale także na innych, nieoznaczonych gatunkach wiesiołków (Oenothera sp.).